# Svaneholms slott

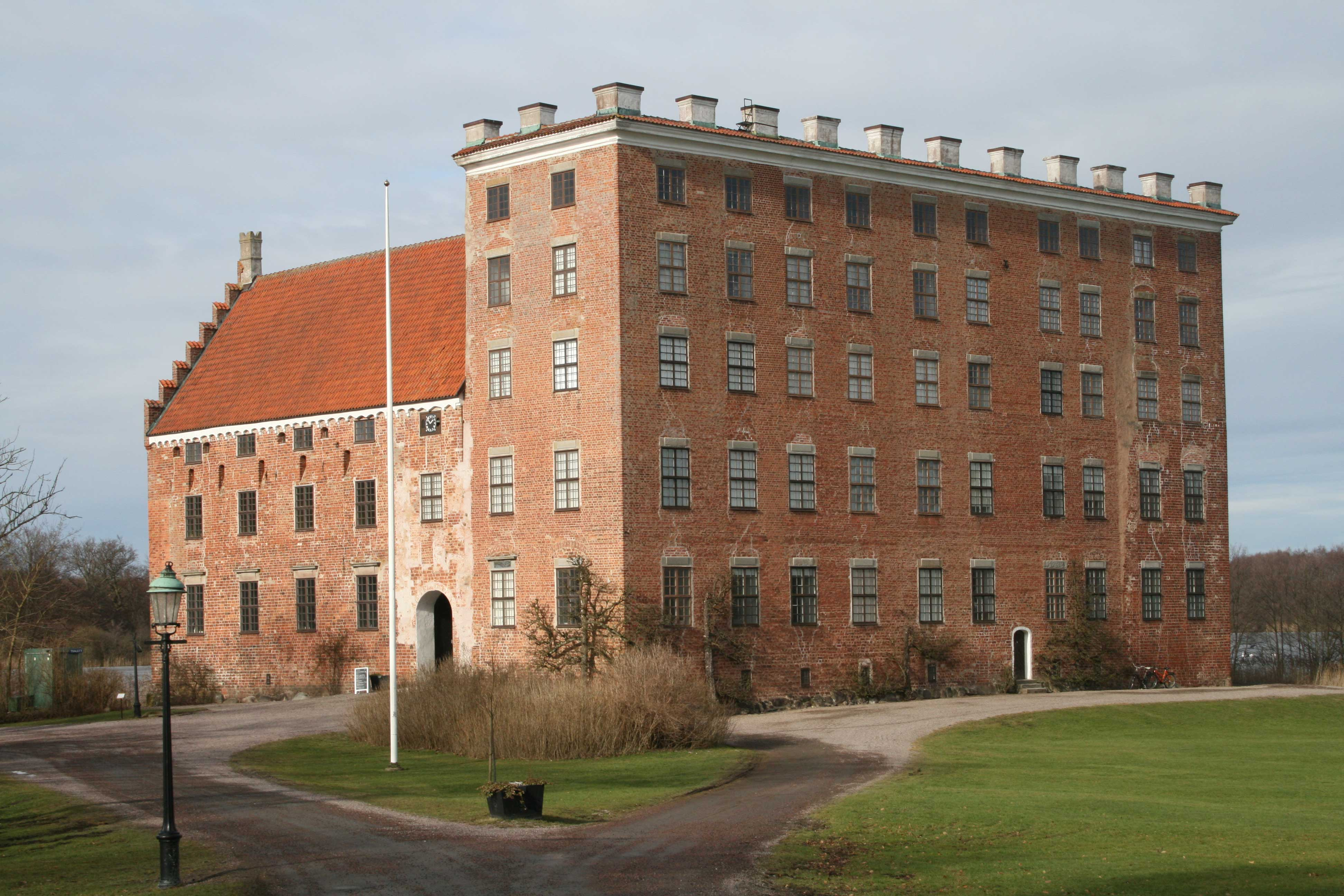
Foto uit 2009

Svaneholms slott is een kasteel in Skurup, Skåne, in het zuiden van Zweden. Het huidige gebouw werd gebouwd in de jaren dertig van de zestiende eeuw door de Deense ridder en koninklijk adviseur Mourids Jepsen Sparre. De oorspronkelijke moordgaten in de oudste kasteelmuren zijn bewaard gebleven.

## Geschiedenis
Tijdens de Middeleeuwen werd de residentie Skurdrup genoemd, die versterkt was en naast de parochiekerk lag waarvan de resten nog steeds te zien zijn. In het midden van de vijftiende eeuw was het kasteel in bezit  van Henning Meinstrup, en via vererving kwam het in het bezit van de familie Sparre. Rond 1530 werd de residentie verhuisd van Skurup naar een eiland in het Svaneholmssjön-meer en werd het Svaneholm genoemd. Via vererving en verkoop kwam het kasteel in 1611 in het bezit van Prebend Gyllenstierna. Na de dood van diens achterkleinzoon Axel Gyllenstierna in 1705, ging het kasteel bij testament naar neef Axel Julius Coyet, maar via een rechtszaak in 1723 kreeg zijn tante Sofie Gyllenstierna de helft van het bezit. Haar helft werd in 1751 gekocht door baron Gustaf Julius Coyet. In 1782 werd het geërfd door Coyets neef, baron Rutger Naclean.
Bij Macleans dood in 1816 erfde zijn neef Kjell Christoffer Bennet en zijn drie broer en zussen Svaneholm. In 1839 werd het verkocht aan kamerheer Carl Johan Hallenborg die het aan zijn zoon en kleinkind schonk. In 1902 verkreeg graaf Carl Augustin Ehrensvärd, die getrouwd was met een juffrouw Hallenborg, het kasteel.

## Heden
Een jaar na de dood van Ehrensvärd in 1934, werden Svaneholm, het park, de tuin, het grootste gedeelte van het meer en het omringende bos gekocht door Svaneholms Slott Andelsförening, die er een museum van maakte.

## Legende
's Winters kan men het ijsvrouwtje bij Svaneholm ontmoeten; een grillige gestalte die zich vastklampt aan een boom.